# Петри, Виллем
Виллем Петри (нидерл. Willem Petri; 7 января 1865, Утрехт — 10 августа 1950, Утрехт) — нидерландский органист и музыкальный педагог.
Представитель разветвлённой музыкальной семьи, из которой наиболее известны его дядя Генри Петри и двоюродный брат Эгон Петри (с Генри Петри Виллем иногда выступал совместно). Учился у своего старшего брата Мартинуса Петри и Рихарда Хола, занимался также виолончелью под руководством Антона Боумана. С 1883 г. — штатный органист церкви Буркерк (в дальнейшем упразднённой и превращённой в Музей музыкальных автоматов), затем церкви Святого Николая и наконец в 1893—1947 гг. — Ремонстрантской (арминианской) церкви. Известен как интерпретатор органной музыки Иоганна Себастьяна Баха, в трактовке которой придерживался консервативных позиций. Одновременно преподавал в музыкальной школе в Амерсфорте. Сборник Петри «Упражнения для начинающих пианистов» (нидерл. Oefeningen voor eerstbeginnenden in het pianospel) многократно переиздавался. Среди учеников Петри были, в частности, Йохан Вагенар и Якоб ван Домселар. Автор ряда органных, вокальных и хоровых композиций.